# Уманець Степан Семенович
Уманець Степан Семенович (? — 1737) — представник глухівсько-ніжинської династії Уманців, Глухівський городовий отаман у 1730—1732 рр. та Глухівський сотник у 1732—1737 роках.

## Династія
Його прадід Уманець Пилип Іванович (? — після 1674) тричі обирався Глухівським сотником в 1653—1668 роках. Він обіймав також уряд Ніжинського полковника у 1669—1674 роках.
Батько Уманець Семен Дем'янович був на посаді Глухівського городового отамана. Брат Василь у 1734—1738 рр. згадувався як ніжинський полковий хорунжий, а Федір — лише як знатний військовий товариш.

## Родина
Після смерті Степана Уманця будинок його вдови Марфи у Глухові був звільнений від військових постоїв на 1738—1739 рр.
Його донька Ганна була одружена з сином київського бурмістра Александровичем Іваном Олександровичем (1713—1776–ран.1779).